# シュタイデル
シュタイデル（独: Steidl）は、ドイツ語写真集の国際的な出版社。ドイツのゲッティンゲンに拠点を置く。1968年にゲルハルト・シュタイデルによって設立され、今日まで運営されている。

## 概要
同社が出版した最初の本はBefragung der Documenta (1972)である。
1974年から、ゲルハルト・シュタイデルは彼のプログラムに政治的ノンフィクションを追加した。1980年代初頭、彼は文学に手を広げ、アートと写真の本を選び、1989年に最初の文庫版を出版した。（中略）1996年、Steidlは写真への情熱に従い、国際的な写真集プログラムを開始することを最終的に決めた。
設立から現在までゲルハルトが会社を率いており、すべての本の制作を担当している。彼はレイアウト、紙、装丁については特定の写真家の好みに従うように努め、それに加え本の感触と逆光と反射光の違いが重要であるため、紙を使用することを主張した。印刷、製本、その他すべての作業は、ゲッティンゲンのデュステア通りにある4階建ての家で行われている。
1996年からは写真にも特化し、ロバート・フランク、ジョエル・スターンフェルド、リチャード・セラ、ブルース・デビッドソン、アーノルド・オーデルマット、エドワード・ルシャ、スーザン・マイセラス、カール・ラガーフェルド、ソール・ライター、ルー・リード、マーティン・ショーラー、ユルゲン・テラーなどの写真家の作品を出版した。カタログ、チラシ、オートクチュールショーへの招待状などの広告素材は、シャネルのために制作されている。ゲルハルドとラガーフェルドは、1990年代初頭から2019年にラガーフェルドが亡くなるまで一緒に働いた。2006年、ラガーフェルドはゲルハルト・シュタイドルが「世界最高のプリンター」であると述べた。年間に制作するタイトルの数が美術出版社としては異常に多く、約300冊である。
限定版も作成しているが、彼が「『民主的な本』またはより多くの『プレタポルテ』本」と呼んでいるもの、つまり需要が十分にあれば自由に再版できる本を好む。1993年から自身が亡くなるまでの期間、シュタイデルはノーベル賞受賞者ギュンター・グラスの作品に対する世界的な権利を保持している。
2009年から2010年にかけて、エリゼ美術館（ローザンヌ）では展覧会「The Fine Art and Craft of the Steidl Book, Lasting Impressions」が開催された。
2010年のドキュメンタリー、How to Make a Book with Steidlのトピックでもあった。
2020年、国際グーテンベルク協会とマインツ市のグーテンベルク賞を受賞。翌年には英国王立写真協会の写真出版賞を受賞した。